# Прайслер, Петр
Петр Прайслер (чеш. Petr Prajsler; род. 21 сентября 1965, Градец-Кралове, Чехословакия) — бывший чешский хоккеист, защитник. Чемпион Чехословакии 1987 года, серебряный призёр молодёжного чемпионата мира 1985 года. Сейчас работает  хоккейным тренером во Франции.

## Биография
Воспитанник клуба «Градец Кралове». С 1984 по 1987 год выступал за «Теслу» из Пардубице. В 1987 году, после завоевания чемпионского титула чехословацкой лиги, Прайслер с женой не вернулся в Чехословакию после отпуска в Югославии, иммигрировав через Австрию в США.
Его хоккейная карьера продолжилась в северо-американских лигах. Он провёл 50 матчей в НХЛ за «Лос-Анджелес Кингз» и «Бостон Брюинз».
В 1992 году вернулся на родину и помог своему клубу «Градец Кралове» впервые в своей истории пробиться в чешскую Экстралигу. Но в следующем же сезоне клуб вылетел из Экстралиги, а сам Прайслер из-за конфликта с руководством покинул команду после 17 проведённых матчей.
В 2007 году Прайслер вернулся в хоккей, 4 года играл в чешских низших лигах. С 2011 года работает хоккейным тренером во Франции.

## Достижения
Чемпион Чехословакии 1987
 Серебряный призёр молодёжного чемпионата мира 1985
 Бронзовый призёр чемпионата Европы среди юниоров 1983

## Статистика
- НХЛ — 50 игр, 13 очков (3 шайбы + 10 передач)
- АХЛ — 167 игр, 80 очков (23+57)
- ИХЛ — 86 игр, 57 очков (14+43)
- Чемпионат Чехословакии — 113 игр, 24 очка (15+9)
- Чешская экстралига — 17 игр, 5 очков (0+5)
- Всего за карьеру — 433 игры, 179 очков (55+124)